# هفت‌تیرکش‌ها (فیلم ۱۹۸۷)
«هفت‌تیرکش‌ها» (انگلیسی: The Gunfighters (1987 film)) یک فیلم است که در سال ۱۹۸۷ منتشر شد.